# Daniel J. O'Donnell
Daniel J. O'Donnell (sinh ngày 17 tháng 11 năm 1960) là một thành viên Dân chủ của Quốc hội New York, đại diện cho quận 69 ở Manhattan, được tạo thành từ các khu phố của Thung lũng Manhattan, Morningside Heights, và một phần của Upper West Side và West Harlem. Ông là anh trai của Rosie O'Donnell.
Năm 2008, ông được Thống đốc New York David Paterson xem xét để lấp chỗ trống của Thượng viện được tạo ra bởi việc bổ nhiệm bà Hillary Clinton làm Ngoại trưởng Obama. Paterson cuối cùng đã bổ nhiệm nữ nghị sĩ ngoại ô Kirsten Gillibrand vào ghế.
O'Donnell là nhà tài trợ lập pháp của Đạo luật bình đẳng hôn nhân trong quá trình thông qua thành công và ký kết thành luật vào ngày 24 tháng 6 năm 2011.

## Đời tư
Vào năm 2011, O'Donnell đã được giới thiệu trong "Out 100" của tạp chí Out Magazine, danh sách 100 cá nhân truyền cảm hứng nhất trong năm của tạp chí.
Vào ngày 29 tháng 1 năm 2012, O'Donnell kết hôn với người bạn đời 31 tuổi, John Banta. Buổi lễ và tiệc chiêu đãi có hơn 400 người bao gồm Thống đốc bang New York Andrew Cuomo, Chủ tịch Quốc hội Sheldon Silver, Nhà soạn nhạc bang NY Tom DiNapoli, Tổng chưởng lý bang NY Eric Schneerman, Chủ tịch Hội đồng NYC Christine Quinn, nhiều đồng nghiệp của ông từ Hội đồng và Thượng viện, gia đình và bạn bè. Cặp đôi đã kết hôn bởi Judith Kaye, cựu chánh án của Tòa phúc thẩm tiểu bang, tòa án hàng đầu của New York.
Ông đã được phỏng vấn trong các ấn phẩm định kỳ cho cộng đồng "Bear".